# Moskva - Kassiopeja
Moskva - Cassiopeia (russisk: Москва — Кассиопея) er en sovjetisk science fiction spillefilm fra 1974 instrueret af Ritjard Viktorov efter manuskript af Avenir Zak og Isai Kuznetsov.
Den færdige film blev det op i to, hvoraf Moskva - Cassiopeia var den første. Den anden film var Unge i Universet (Отроки во Вселенной, Otroki vo Vselennoj). 
Filmen havde sovjetisk biografpremiere den 23. september 1974. Filmen blev første gang vist på nationalt tv i USSR den 7. november 1976.

## Handling
Videnskabsfolk modtager et mystisk signal fra stjernen Sjedar i stjernebilledet cassiopeia. Det besluttes, at sende et rumfartøj afsted, med da det tager 27 år at rejse til stjernen, kommer besætningen til at bestå af unge på 12-13, da de så vil være omkring 40 år, når de kommer til stjernen. 
De unge kosmonauter sendes af sted, men som følge af en række uheld overskrider rumfartøjet lysets hastighed. 

## Medvirkende
- Innokentij Smoktunovskij
- Vasilij Merkurjev som Blagovidov
- Lev Durov som Filatov
- Jurij Medvedev som Ogon-Duganovskij
- Pjotr Merkurjev som Kurotjkin